# Jack Quinn (Politiker)

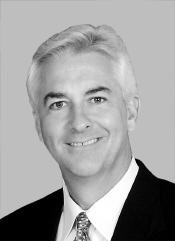
Jack Quinn

John Francis „Jack“ Quinn (* 13. April 1951 in Buffalo, New York) ist ein US-amerikanischer Politiker. Zwischen 1993 und 2005 vertrat er den Bundesstaat New York im US-Repräsentantenhaus.

## Werdegang
Jack Quinn machte 1973 seinen Bachelor of Arts am Siena College in Loudonville. Zwischen 1973 und 1983 unterrichtete er als Lehrer an öffentlichen Schulen in Orchard Park. Seinen Master of Arts machte er 1983 an der State University of New York in Buffalo. Zwischen 1982 und 1984 saß er im Town Council von Hamburg. Er war dann zwischen 1985 und 1993 Town Supervisor in Hamburg. Politisch gehört er der Republikanischen Partei an.
Bei den Kongresswahlen des Jahres 1992 für den 103. Kongress wurde Quinn im 30. Wahlbezirk von New York in das US-Repräsentantenhaus in Washington, D.C. gewählt, wo er am 3. Januar 1993 die Nachfolge von Louise Slaughter antrat. Er wurde viermal in Folge wiedergewählt. 2002 kandidierte er im 27. Distrikt von New York für den 108. Kongress. Nach einer erfolgreichen Wahl trat er am 4. Januar 2003 die Nachfolge von Thomas M. Reynolds an. Da er auf eine erneute Kandidatur 2004 verzichtete, schied er nach dem 3. Januar 2005 aus dem Kongress aus.
Nach seiner Kongresszeit ging er seine Tätigkeit als Professional Advocate nach. Er war Präsident des Erie Community College in Buffalo.